# Matamala de Almazán
Matamala de Almazán es un municipio y localidad española de la provincia de Soria, en la comunidad autónoma de Castilla y León. El término municipal tiene una población de 254 habitantes (INE 2024) e incluye también los núcleos de Matute de Almazán y Santa María del Prado.

## Geografía
Está ubicado en la comarca de Almazán y en el partido judicial de Almazán. Desde el punto de vista jerárquico de la Iglesia católica forma parte de la diócesis de Osma la cual, a su vez, pertenece a la archidiócesis de Burgos. En el municipio e incluido en la Red Natura 2000 se encuentra el lugar de importancia comunitaria conocido como Riberas del Río Duero y afluentes, ocupando 36 hectáreas, el 1 % de su término.

## Historia
A la caída del Antiguo Régimen la localidad se constituyó en municipio constitucional, conocido entonces como Matamala, en la región de Castilla la Vieja, partido de Almazán, que en el censo de 1842 contaba con 37 hogares y 148 vecinos. A mediados del siglo XIX, el lugar tenía contabilizadas 40 casas. Aparece descrito en el decimoprimer volumen del Diccionario geográfico-estadístico-histórico de España y sus posesiones de Ultramar de Pascual Madoz de la siguiente manera:

MATAMALA: l. con ayunt. en la prov. de Soria (6 leg.), part. jud. de Almazan (1 1/2) aud. terr. y c. g. de Burgos (29), dióc. de Sigüenza (8), sit. entre cerros que le dominan por E. y S. y O., goza de clima sano y no se conocen mas enfermedades especiales que algunas fiebres intermitentes: tiene 40 casas; la consistorial; escuela de instruccion primaria á cargo de un maestro, á la vez sacristan y secretario de ayunt. sin mas dotacion por el primer concepto que la retribucion de los discípulos; una igl. parr. (La Purísima Concepcion) servida por un cura y un sacristan; el cementerio público se halla unido á la igl. por su parte N.: térm. confina al N. Tardelcuende y Osonilla; E. Matute; S. Santa Maria del Prado, y O. Fuentepinilla, Osona y Centenera de Andaluz: el terreno participa de montuoso y llano, es de mediana calidad y de secano á pesar de bañarle el r. Izana cuyo paso facilita un puente de madera; comprende un estenso pinar, una dehesa sin arbolado y varios huertecillos. caminos. los que dirigen á los pueblos limítrofes. correo, se recibe y despacha en la estafeta de Almazan. prod. trigo comun, centeno, cebada, guijas, algunas verduras, maderas de construccion, leñas de combustible y yerbas de pasto con las que se mantiene ganado lanar, cabrío, vacuno, asnal y de cerda; hay caza de perdices, liebres y algun conejo. ind. la agrícola, un molino harinero y el corte y aserrado de madera en tablazon, por medio de 2 sierras á las que asi como al precitado artefacto da impulso el r. Izana; hay ademas dos carpinteros y un herrero. comercio, esportacion de madera, algun ganado y lana é importacion de los art. de consumo que faltan. pobl.: 37 vec., 148 alm. cap. imp. 32,560 rs. 10 mrs.
(Madoz, 1848, p. 295)

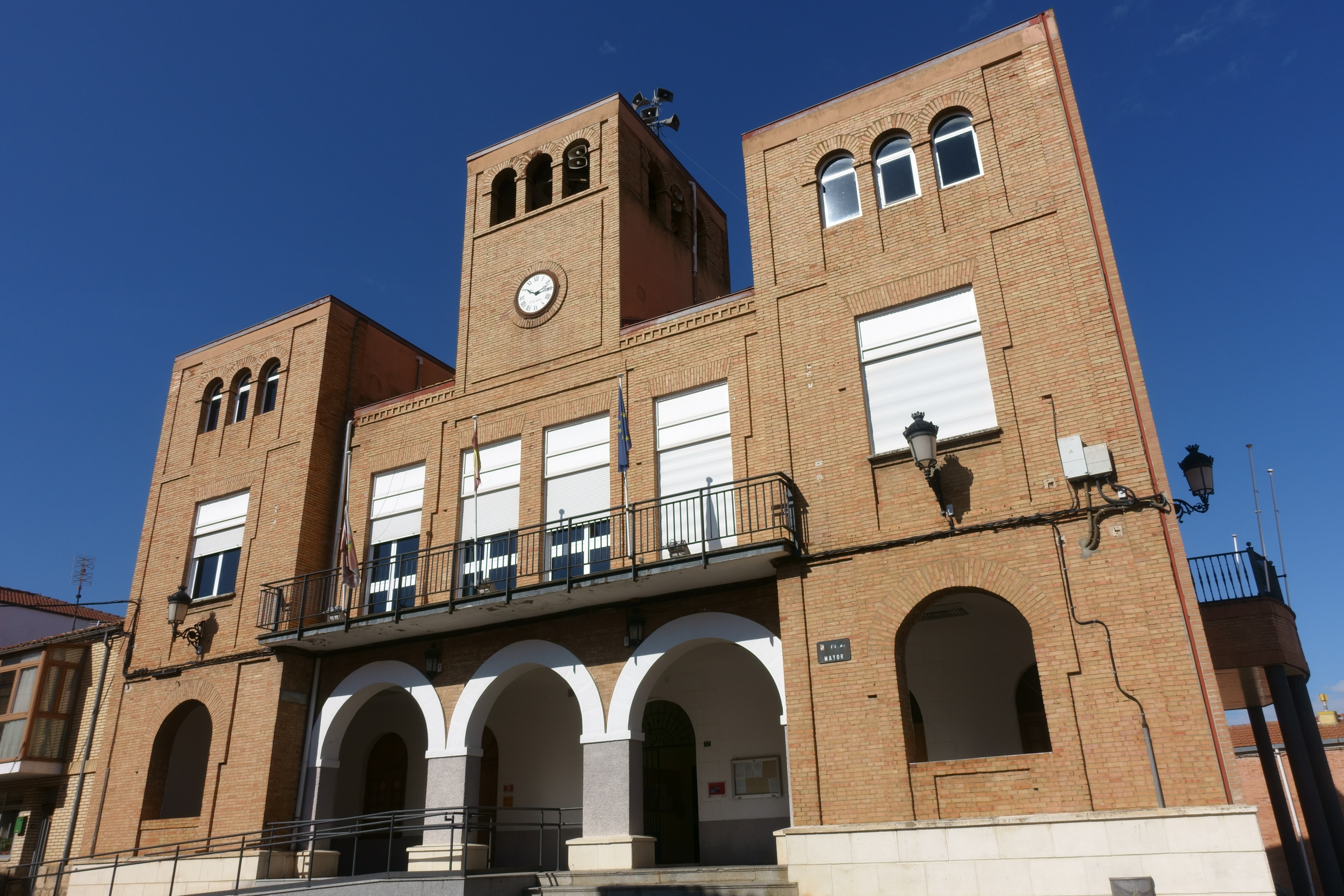
Casa consistorial

A mediados del siglo XIX, entre el censo de 1857 y el anterior, creció el término del municipio al incorporar los de Matute de Almazán y Santa María del Prado. El 1 de junio de 1892 se inauguró en Matamala una estación del ferrocarril Torralba-Soria. Carece de parada en la actualidad. En el siglo XX se grabaron en el municipio algunas escenas de la película Doctor Zhivago de David Lean.

## Demografía
Cuenta con una población de 254 habitantes (INE 2024).
| Gráfica de evolución demográfica de Matamala de Almazán entre 1842 y 2021 |
| |
| Población de derecho según los censos de población del INE Población de hecho según los censos de población del INEEn este censo se denominaba Matamala: 1842 Entre el censo de 1857 y el anterior, crece el término del municipio porque incorpora a 425059 (Matute de Almazán) y 425099 (Santa María del Prado) |

### Población por núcleos
| Núcleos               | Habitantes (2000) | Habitantes (2010) | Notas   |
| --------------------- | ----------------- | ----------------- | ------- |
| Matamala de Almazán   | 278               | 254               |         |
| Matute de Almazán     | 91                | 78                | Pedanía |
| Santa María del Prado | 34                | 22                | Pedanía |

## Patrimonio

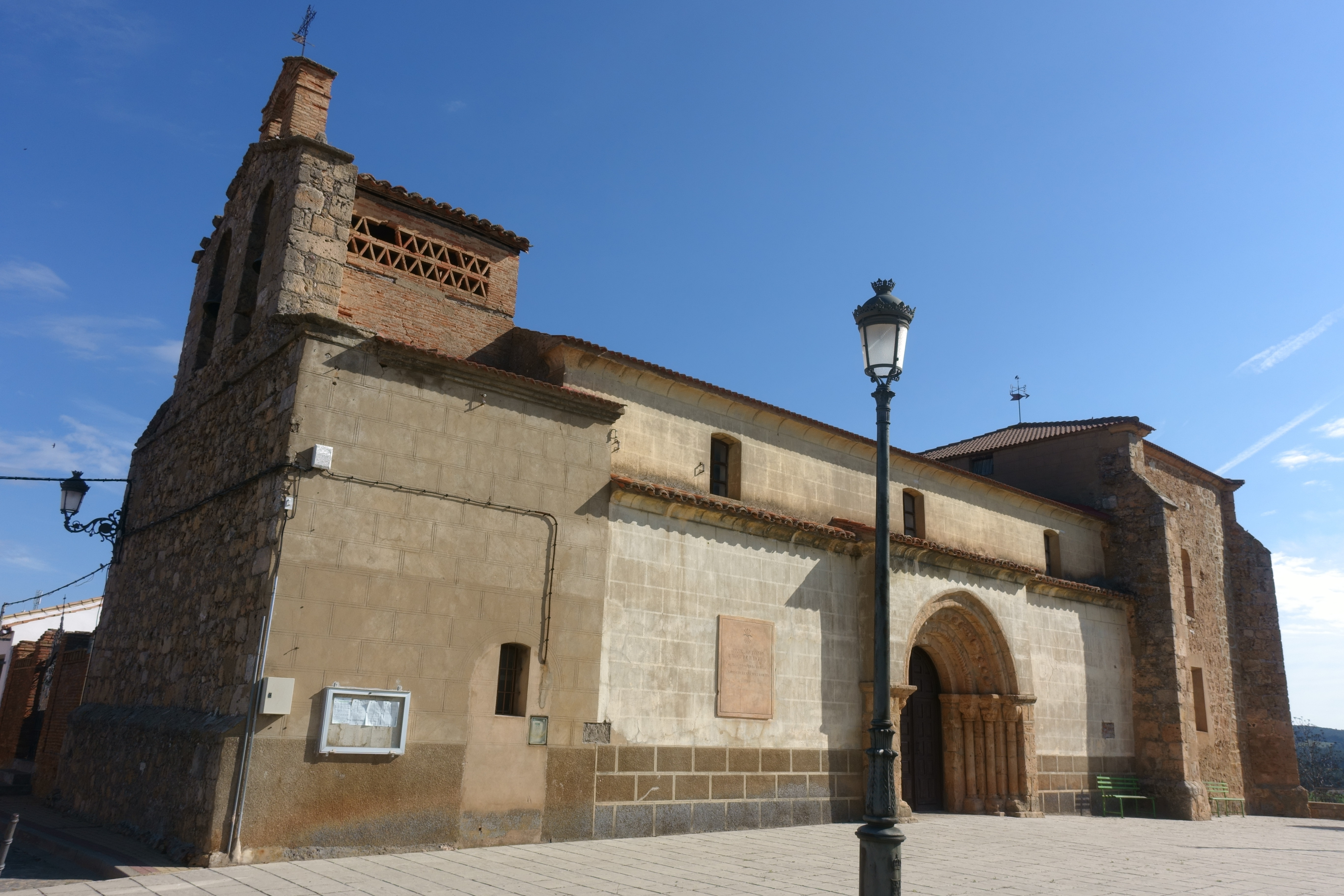
Iglesia de la Inmaculada Concepción

En la localidad hay una iglesia bajo la advocación de la Purísima Concepción.

## Fiestas
Esta localidad como todas, tiene sus festejos y son en las siguientes fechas:
Desde el día 13 al día 17 del mes de septiembre, se celebran las fiestas en honor al Santo Cristo del Amparo. Todo empieza el día 13 por la tarde con el pregón de fiestas, el cual comienza a partir de las 19:30 de la tarde, todo ello a cargo de las peñas de la localidad. El resto de los días, están plagados de actividades socioculturales para el disfrute de las fiestas, tales como: comparsas de gigantes y cabezudos, verbenas, bingos, gymkanas. y juegos populares.
Otra fecha las cual es celebrada en este pueblo, es la Semana Cultural, que abarca desde el día 10 de agosto al 12 de este mismo mes. Esta está organizada por la asociación cultural de este pueblo llamada Asociación Cultural el Pinar.
El primer fin de semana de mayo, exactamente el domingo, se planta un árbol de grandes dimensiones en la plaza. Este es traído desde el monte por los mozos del pueblo con la ayuda de un carro tirado por un burro.
El día 3 de julio, se celebra San Trifón. Esta festividad tiene como acto principal la tala del árbol, el cual es llamado El Mayo, que se planta en la plaza el primer domingo de mayo. Esta no es considerada una fiesta, pero si un acontecimiento del pueblo. En la plaza del pueblo se apilan grandes cantidades de madera, tanto grandes troncos como pequeñas ramitas, para posteriormente prenderlas para crear una gran hoguera que durará hasta la mañana siguiente.
El día 28 de febrero, como en muchos lugares del mundo, se celebran los Carnavales. Se convoca una cena popular para luego más tarde hacer la quema de la sardina la cual se lanza al río.